# Сори (Коимбра)
Сори (порт.  Soure; ['so(ou)ɾ(ɨ)]) — посёлок городского типа в Португалии, центр одноимённого муниципалитета в составе округа Коимбра. Находится в составе крупной городской агломерации Большая Коимбра. Численность населения — 8,5 тыс. жителей (посёлок),20,9 тыс. жителей (муниципалитет). Посёлок и муниципалитет входит в экономико-статистический регион Центр и субрегион Байшу-Мондегу. По старому административному делению входил в провинцию Бейра-Литорал.
Праздник посёлка — 21 сентября.

## Расположение
Посёлок расположен в 24 км на юго-запад от адм. центра округа города Коимбра.
Муниципалитет граничит:
- на севере — муниципалитет Монтемор-у-Велью
- на северо-востоке — муниципалитет Кондейша-а-Нова
- на востоке — муниципалитет Пенела
- на юго-востоке — муниципалитет Ансьян
- на юге — муниципалитет Помбал
- на западе — муниципалитет Фигейра-да-Фош

## Население
| Население муниципалитета Соре (1801—2004) | Население муниципалитета Соре (1801—2004) | Население муниципалитета Соре (1801—2004) | Население муниципалитета Соре (1801—2004) | Население муниципалитета Соре (1801—2004) | Население муниципалитета Соре (1801—2004) | Население муниципалитета Соре (1801—2004) | Население муниципалитета Соре (1801—2004) | Население муниципалитета Соре (1801—2004) |
| ----------------------------------------- | ----------------------------------------- | ----------------------------------------- | ----------------------------------------- | ----------------------------------------- | ----------------------------------------- | ----------------------------------------- | ----------------------------------------- | ----------------------------------------- |
| 1801                                      | 1849                                      | 1900                                      | 1930                                      | 1960                                      | 1981                                      | 1991                                      | 2001                                      | 2004                                      |
| 3801                                      | 6436                                      | 20 233                                    | 22 941                                    | 26 575                                    | 22 570                                    | 21 704                                    | 20 940                                    | 20 695                                    |

## История
Поселок основан в 1111 году.

## Состав муниципалитета
В муниципалитет входят следующие районы:
1. Алфарелуш
2. Бруньош
3. Деграсьяш
4. Фигейро-ду-Кампу
5. Жештейра
6. Гранжа-ду-Улмейру
7. Помбалинью
8. Самуэл
9. Соре
10. Тапеуш
11. Вила-Нова-де-Ансуш
12. Винья-да-Раинья